# Gregory Rozakis
Gregory Rozakis, né le 30 janvier 1943 et mort le 24 août 1989 des suites du sida, est un acteur américain.

## Filmographie
- 1987 : Five Corners
- 1984 : Cotton Club
- 1981 : The Million Dollar Face
- 1974 : Un justicier dans la ville
- 1963 ; America, America